# Gottlieb
Gottlieb ist ein männlicher Vorname und im deutschen Sprachraum gängiger Familienname. Gebräuchlich sind hier mit gleicher bzw. umgekehrter Bedeutung (Liebe Gott! versus von Gott geliebt) auch das lateinische Amadeus bzw. seltener Deocar sowie das griechische Theophilos.

## Namensvarianten
- Gotlib
- Gotlieb
- englisch Godlove

## Namensträger

### Vorname (Erstname)
- Gottlieb Adler (1860–1893), österreichischer Physiker
- Gottlieb Bachmann (1874–1947), Schweizer Wirtschaftswissenschaftler und Politiker
- Gottlieb Bertrand (1775–1813), deutscher Autor
- Gottlieb August Crüwell (1866–1931), österreichischer Historiker, Schriftsteller und Bibliothekar
- Gottlieb Daimler (1834–1900), deutscher Ingenieur, Konstrukteur und Industrieller
- Gottlieb Duttweiler (1888–1962), Schweizer Unternehmer und Politiker
- Gottlieb Elster (1867–1917), deutscher Bildhauer
- Gottlieb Fischer (1867–1962), Schweizer Dramatiker
- Gottlieb Giese (1787–1838), deutscher Maler, Architekt und Zeichenlehrer
- Gottlieb Heise (1785–1847), deutscher Orgelbauer
- Gottlieb Haberlandt (1854–1945), österreichischer Botaniker
- Gottlieb August Herrich-Schäffer (1799–1874), deutscher Mediziner
- Gottlieb von Jagow (1863–1935), deutscher Diplomat und Politiker
- Gottlieb Kirchhoff (1801–1870), deutscher Jurist und Politiker
- Gottlieb Klotz der Ältere (1780–1834), österreichischer Bildhauer
- Gottlieb Leon (1757–1830), österreichischer Schriftsteller und Bibliothekar
- Gottlieb Matthias Carl Masch (1794–1878), deutscher Theologe und Historiker
- Gottlieb Ernst August Mehmel (1761–1840), deutscher Philosoph und Bibliothekar
- Gottlieb Mohnike (1781–1841), deutscher Übersetzer, Theologe und Philologe
- Gottlieb Muffat (1690–1770), österreichischer Organist und Komponist
- Gottlieb Müller (1721–1793), deutscher evangelischer Theologe
- Gottlieb Nagel (1787–1827), deutscher Befreiungskämpfer, Dichter und Pädagoge
- Gottlieb Ott (1832–1882), Schweizer Bauunternehmer
- Gottlieb Konrad Pfeffel (1736–1809), deutscher Schriftsteller, Militärwissenschaftler und Pädagoge
- Gottlieb Planck (1824–1910), deutscher Jurist und Politiker
- Gottlieb Prager (1839–1920), deutscher Gutsbesitzer und Politiker
- Gottlieb Wilhelm Rabener (1714–1771), deutscher Schriftsteller und Publizist der Aufklärung
- Gottlieb Schick (1776–1812), deutscher Maler
- Gottlieb Schnapper-Arndt
- Gottlieb Schumacher (1857–1925), deutsch-amerikanischer Bauingenieur und Architekt
- Gottlieb Söhngen (1892–1971), deutscher Theologe und Philosoph
- Gottlieb Stolle (1673–1744), deutscher Universalgelehrter
- Gottlieb Taschler (* 1962), ehemaliger italienischer Biathlet
- Gottlieb Wallisch (* 1978), österreichischer Pianist
- Gottlieb Welté (1748 oder 1749 bis 1792), deutscher Landschaftsmaler und Radierer
- Gottlieb Wendehals, Pseudonym von Werner Böhm (1941–2020)
- Gottlieb Wernsdorf der Ältere (1668–1729), deutscher lutherischer Theologe und Historiker
- Gottlieb August Wimmer (1791–1863), deutsch-österreichischer Pfarrer und Revolutionär
- Gottlieb von Zötl, (1800–1852), österreichischer Forstwissenschaftler

### Vorname (Zweitname)
- Ernst Gottlieb von Anhalt-Plötzkau (1620–1654), Fürst von Anhalt-Plötzkau
- Oskar Gottlieb Blarr (* 1934), deutscher Komponist, Organist und Kirchenmusiker
- Alexander Gottlieb Baumgarten (1714–1762), deutscher Philosoph
- Fabian Gottlieb von Bellingshausen (1778–1852), russischer Offizier und Seefahrer
- Johann Gottlieb Friedrich von Bohnenberger (1765–1831), deutscher Astronom, Mathematiker und Physiker
- Johann Gottlieb Fichte (1762–1814), deutscher Philosoph
- Johann Gottlieb Gleditsch (1714–1786), deutscher Botaniker und Arzt
- Johann Gottlieb Graun (1703–1771), deutscher Violinist und Komponist der Vorklassik
- Carl Gottlieb Hering (1766–1853) war Lehrer, Musiker (Organist) und Komponist
- Christian Gottlieb Jöcher (1694–1758), deutscher Gelehrter, Bibliothekar und Lexikograf
- Friedrich Gottlieb Klopstock (1724–1803), deutscher Dichter
- Johann Gottlieb Naumann (1741–1801), deutscher Komponist, Dirigent und Kapellmeister der Klassik
- David Gottlieb Niemeyer (1745–1788), deutscher evangelischer Theologe
- Carl Gottlieb Reißiger (1798–1859), deutscher Kapellmeister und Komponist
- Moritz Gottlieb Saphir (1795–1858), österreichischer Schriftsteller, Journalist und Satiriker
- Johann Gottlieb Schoch (1853–1905), deutscher Gartenarchitekt
- August Gottlieb Spangenberg (1704–1792), Stifter der Evangelischen Brüderunität
- Johann Gottlieb Stephanie (1741–1800), österreichischer Schauspieler, Dramatiker und Librettist
- Samuel Gottlieb Vogel (1750–1837), deutscher Mediziner
- Friedrich Gottlieb Welcker (1784–1868), deutscher klassischer Philologe und Archäologe
- Christian Gottlieb Ziller (1807–1873), deutscher Baumeister
- Simon Gottlieb Zug (1733–1807), polnischer Architekt und Gartengestalter

### Familienname
- Adolph Gottlieb (1903–1974), US-amerikanischer Maler
- Alex Gottlieb (1906–1988), US-amerikanischer Drehbuchautor und Filmproduzent
- Angela Stifft-Gottlieb (1881–1941), österreichische Prähistorikerin
- Anna Gottlieb (1774–1856), österreichische Sängerin (Sopran)
- Ayelet Rose Gottlieb (* 1979), israelische Jazzsängerin
- Bernhard Gottlieb (1885–1950), österreichischer Zahnarzt, Begründer der Wiener Schule der Parodontologie
- Bernward Josef Gottlieb (1910–2008), deutscher Arzt, Medizinhistoriker und SS-Offizier
- Carl Gottlieb (* 1938), US-amerikanischer Drehbuchautor, Regisseur und Schauspieler
- Christian Gottlieb (1784–1837), nassauischer Gutsbesitzer und Landtagsabgeordneter
- Danny Gottlieb (* 1953), US-amerikanischer Jazz-Schlagzeuger
- David Gottlieb (Biologe) (1911–1982), US-amerikanischer Pflanzenpathologe, Mitentwickler von Chloramphenicol
- David Gottlieb (Mathematiker) (1944–2008), israelischer Mathematiker
- David Gottlieb (Bergsteiger), US-amerikanischer Bergsteiger
- Eddie Gottlieb (1898–1979), US-amerikanischer Basketballfunktionär, -coach und -spieler, Box- und Baseball-Negro League-Promoter
- Elah Gottlieb (1913–2005), deutsche Malerin
- Ephraim Gottlieb (1921–1973), Professor für die Literatur und Geschichte der Kabbala sowie der Religionsphilosophie
- Ernst Gottlieb (Fotograf) (1903–1961), deutscher Fotograf, Musikantiquar und Verlagsmitbegründer (1938 Emigration in die USA)
- Ernst-Arnošt Gottlieb (1893–1980), tschechoslowakischer Sportler (Tennis u. a.)
- Franz Josef Gottlieb (1930–2006), österreichischer Filmregisseur
- Gerda Gottlieb (1916–1992), österreichische Leichtathletin
- Gordon Gottlieb (* 1948), US-amerikanischer Perkussionist
- Günter Gottlieb (1946–2018), deutscher Radsportler
- Gunther Gottlieb (* 1935), deutscher Althistoriker
- Henrik Gottlieb (* 1953), dänischer Übersetzungswissenschaftler und Untertitler
- Henriette Gottlieb (1884–1942), deutsche Sängerin (Sopran)
- Hersch Leib Gottlieb (1829–1930), ungarischer jüdischer Zeitschriftenherausgeber, Journalist und Schriftsteller
- Jay Gottlieb (* 1948), US-amerikanischer Pianist
- Johann Gottlieb (1815–1875), österreichischer Chemiker
- Josef Gottlieb, siehe Bernward Josef Gottlieb
- Lea Gottlieb (1918–2012), israelische Modedesignerin
- Léopold Gottlieb (1879–1934), polnischer Maler
- Marc Gottlieb, US-amerikanischer Drehbuchautor, Filmschauspieler, Filmproduzent und Filmregisseur
- Maurycy Gottlieb (1856–1879), polnischer Maler
- Melvin B. Gottlieb (1917–2000), US-amerikanischer Physiker
- Michael Gottlieb (Bridgespieler) (1902–1980), US-amerikanischer Bridgespieler
- Michael Gottlieb (Regisseur), US-amerikanischer Regisseur
- Michael S. Gottlieb (* 1948), US-amerikanischer Arzt und Immunologe
- Otto Richard Gottlieb (1920–2011), brasilianischer Chemiker und Naturwissenschaftler
- Peter Gottlieb (* 1940), österreichischer Gewerkschafter und Politiker
- Robert Gottlieb (1931–2023), US-amerikanischer Schriftsteller und Journalist
- Rudolf Gottlieb (1864–1924), deutscher Arzt und Pharmakologe
- Sidney Gottlieb (1918–1999), US-amerikanischer Militärpsychiater und Chemiker
- Sigmund Gottlieb (* 1951), deutscher Journalist und Fernsehredakteur
- Theodor Gottlieb (1860–1929), österreichischer Bibliothekar und klassischer Philologe
- Ulrich Gottlieb (* 1964), deutscher Pantomime und Choreograf
- William P. Gottlieb (1917–2006), US-amerikanischer Fotograf

## Firmennamen
- Gottlieb-Handelsgesellschaft, ein ehemaliger Lebensmitteleinzelhändler im Saarland und im südlichen Baden (bis 1992)
- D. Gottlieb & Co., ein Flipperautomaten-Hersteller

## Ortsnamen
- Gottlieben